# Grand Rond (jardin)
Pour les articles homonymes, voir Grand rond.
Le Grand Rond ou Boulingrin (bowling-green en anglais) est un jardin public situé à Toulouse en France. Il fut réalisé au sud-est du centre-ville de Toulouse, entre 1752 et 1754. Celui-ci se présente sous la forme d'un très grand rond-point d'environ 200 mètres de diamètre d'où s'élancent cinq grandes allées, les allées Jules-Guesde, Forain-François-Verdier, Paul-Sabatier, des Soupirs et Frédéric-Mistral. Ce rond-point est tellement vaste (4 hectares) qu'il est transformé en jardin à l'anglaise au XIXe siècle.

## Étymologie
Son nom vient de bowling-green en référence aux pelouses sur lesquelles les Toulousains venaient jouer au jeu de boules. À la Révolution, les révolutionnaires voulaient le renommer « Cercle des Sans-Culottides » mais il fut baptisé « Grand Rond » après une course hippique le 29 juillet 1830.

## Histoire
Le Grand-Rond faisait partie d'un grand projet d'urbanisme lancé par Louis de Mondran dans les années 1750. Le 17 décembre 1751, les Capitouls acceptent le projet et les travaux sont terminés en 1754. Le jardin possède alors une forme ovale avec six allées de 58 mètres de large rayonnantes depuis la place. Au XIXe siècle, les grilles en fer forgé datant de 1785, initialement au cours Dillon, sont placées à l'entrée. Elles sont classées dans la base Palissy.

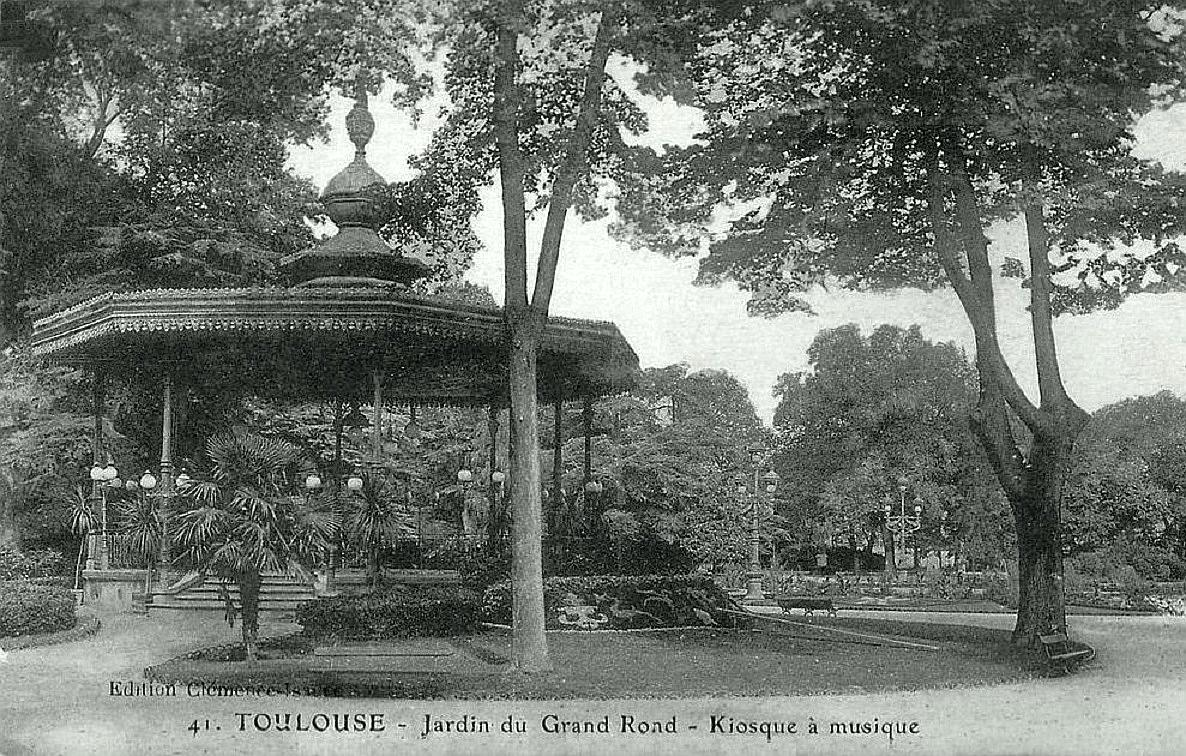
Le kiosque à musique du jardin du Grand-Rond en 1910.
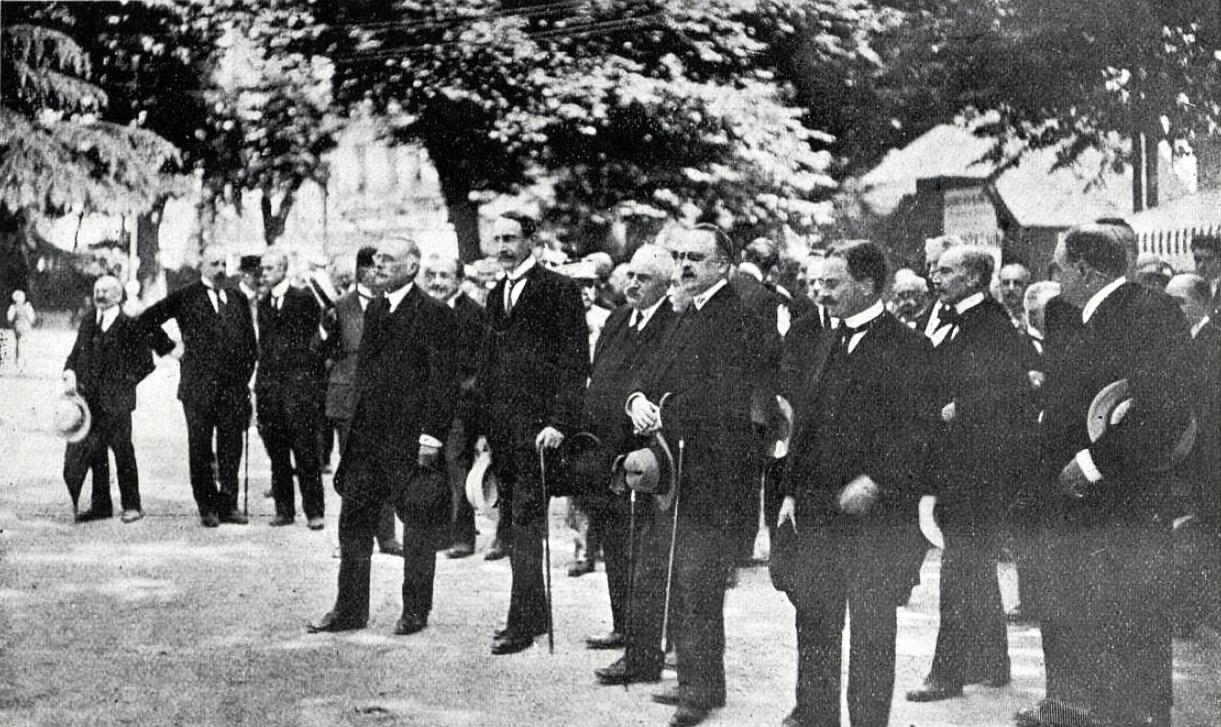
Le cortège officiel de l'Exposition de Toulouse en 1924, écoutant La Toulousaine au Grand-Rond autour du maire Paul Feuga (jouée par l'Harmonie des Enfants de Bône).
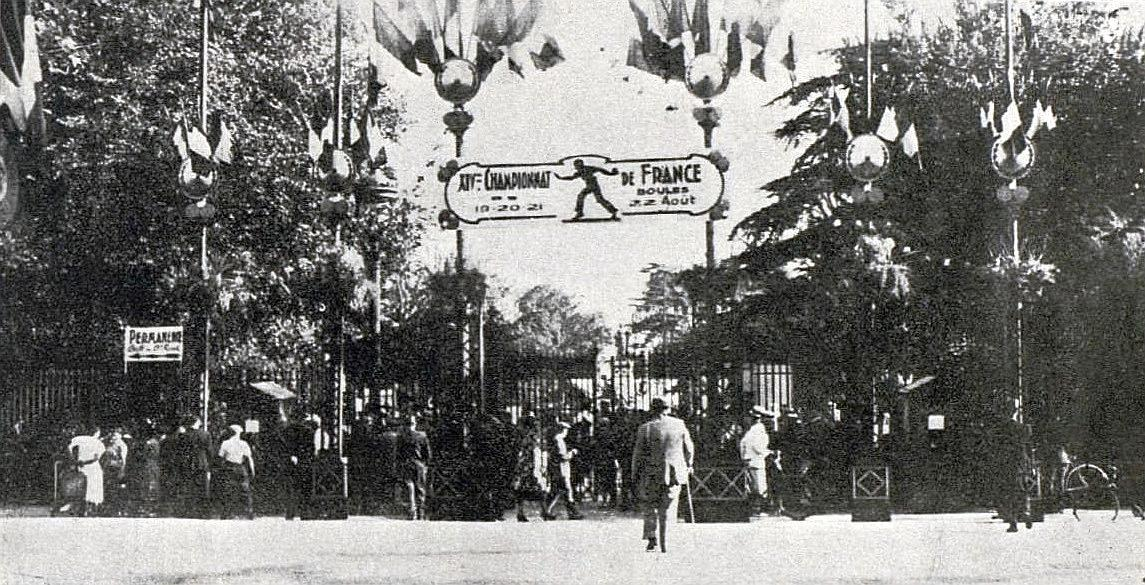
L'entrée principale du jardin du Grand-Rond en août 1937 (pour le championnat de France de boules).

### Statues dans le jardin
- une fontaine Wallace,
- La Chienne enchaînée avec ses chiots ; en face, La louve avec un des chiots affolés qu'elle vient de voler ; deux statues de Pierre Louis Rouillard en vis-à-vis qui ouvrent l'allée côté nord
- Louis Vestrepain d'Antonin Mercié
- Vainqueur du combat de coqs d'Alexandre Falguière, inscrit au titre des monuments historiques [2]
- David terrassant Goliath d'Antonin Mercié, inscrit au titre des monuments historiques [3]
- Le Réveil de Morphée de Léo Laporte-Blairsy, inscrit au titre des monuments historiques [4]
- Monument à Lucien Mengaud de Laspagin
- L'attrape-Cœur (2019) de James Colomina[5]

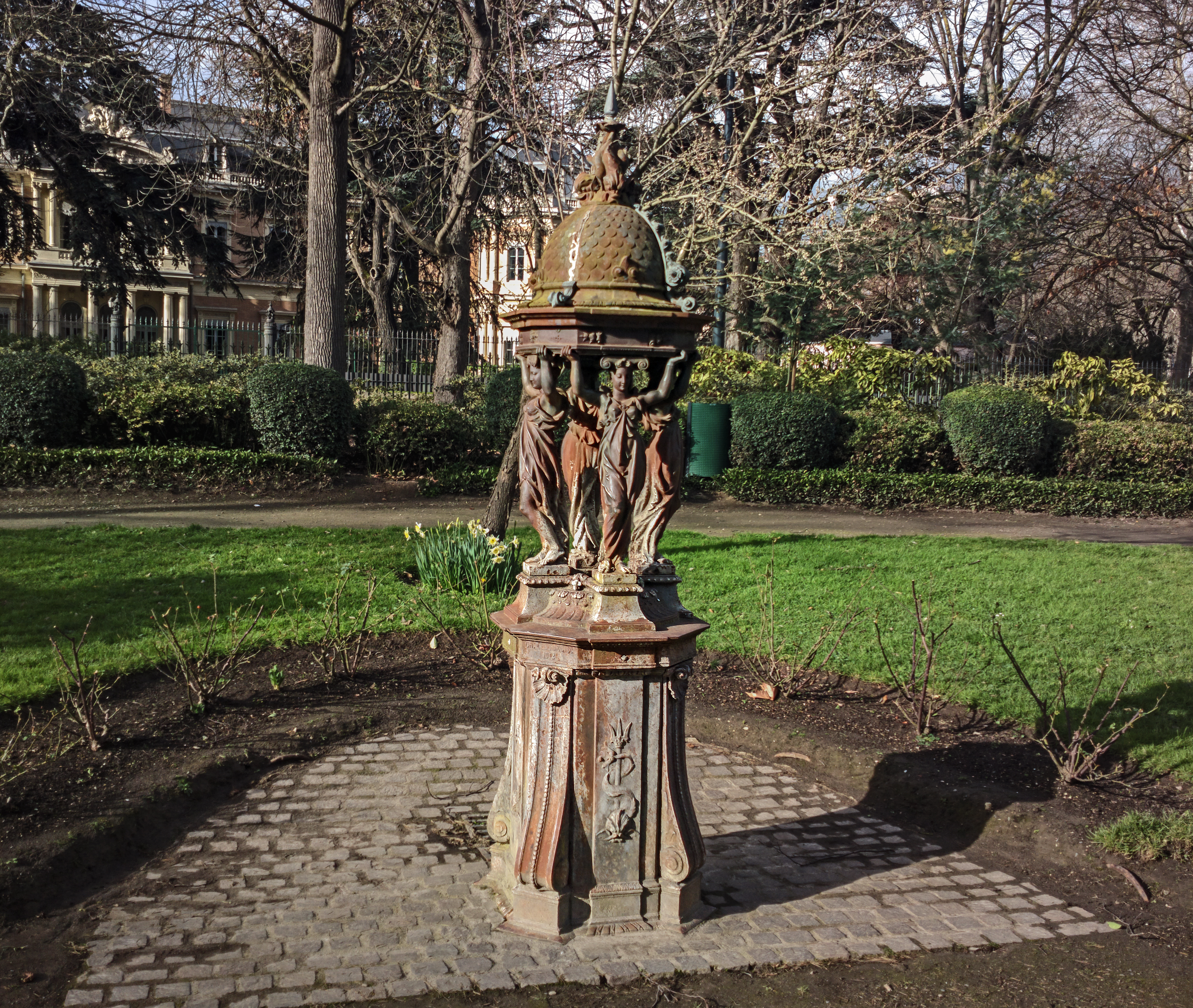
Fontaine Wallace du jardin du Grand-Rond.
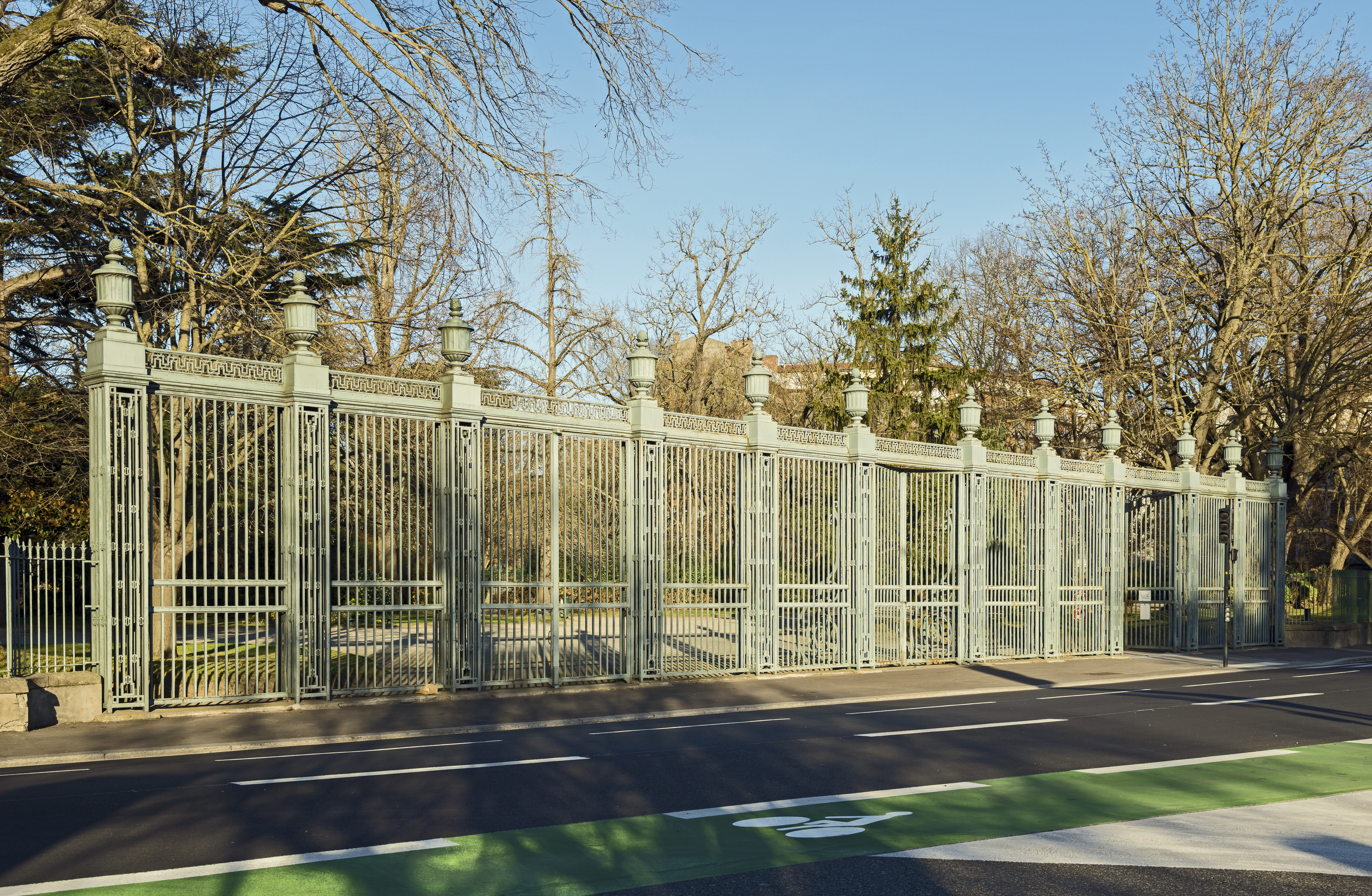
Les grilles en fer forgé.
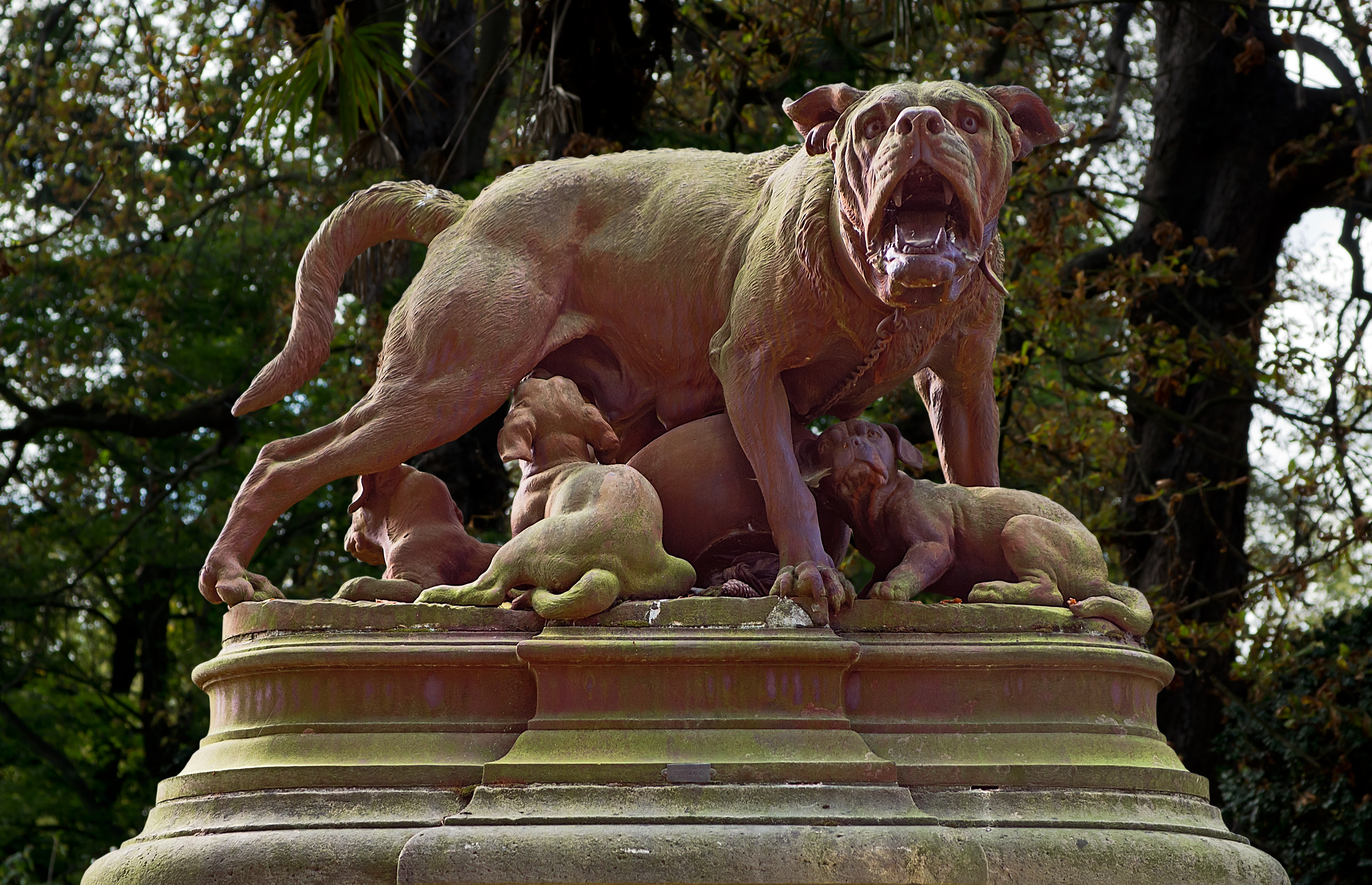
La Chienne par Pierre Louis Rouillard.
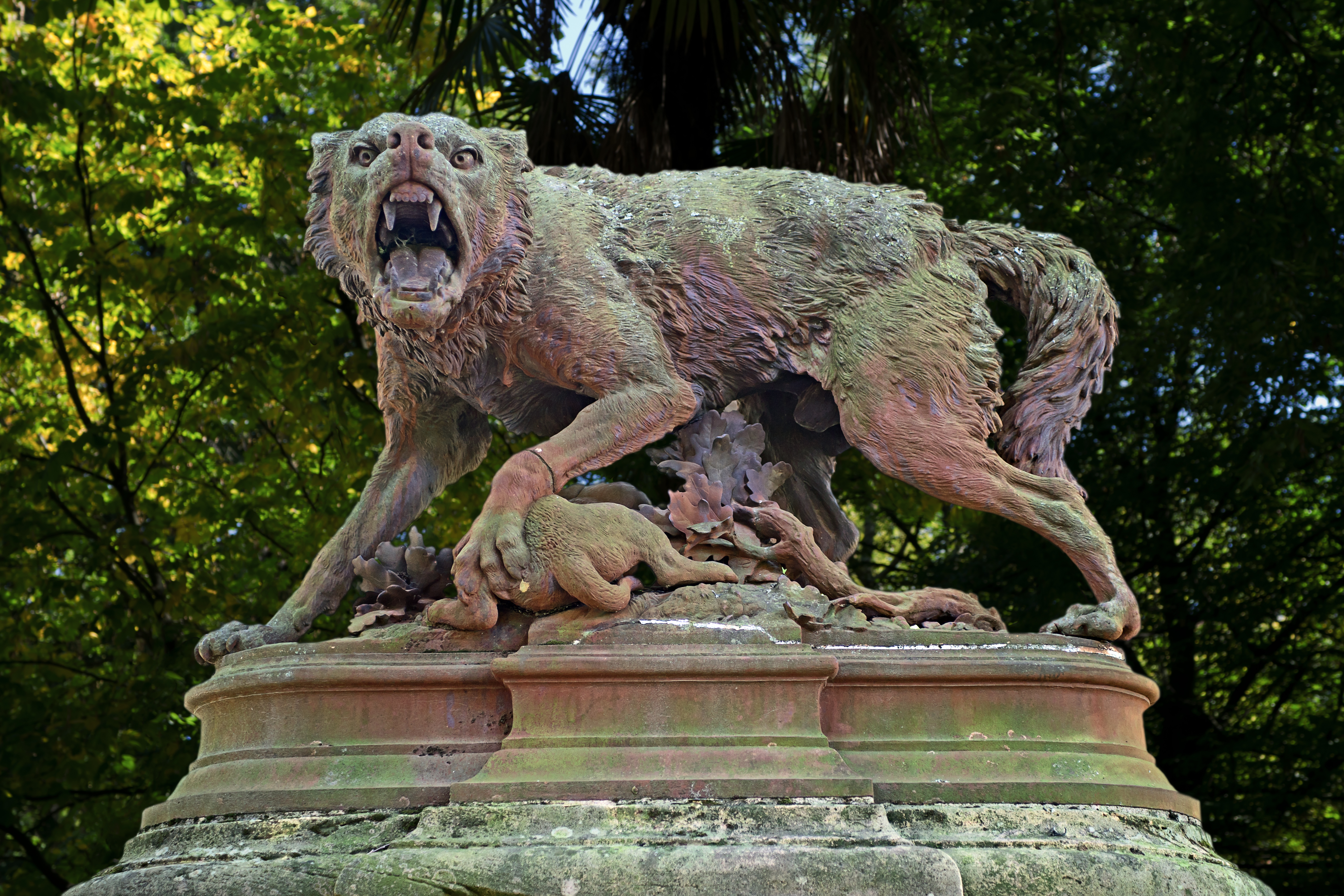
La Louve par Pierre Louis Rouillard.
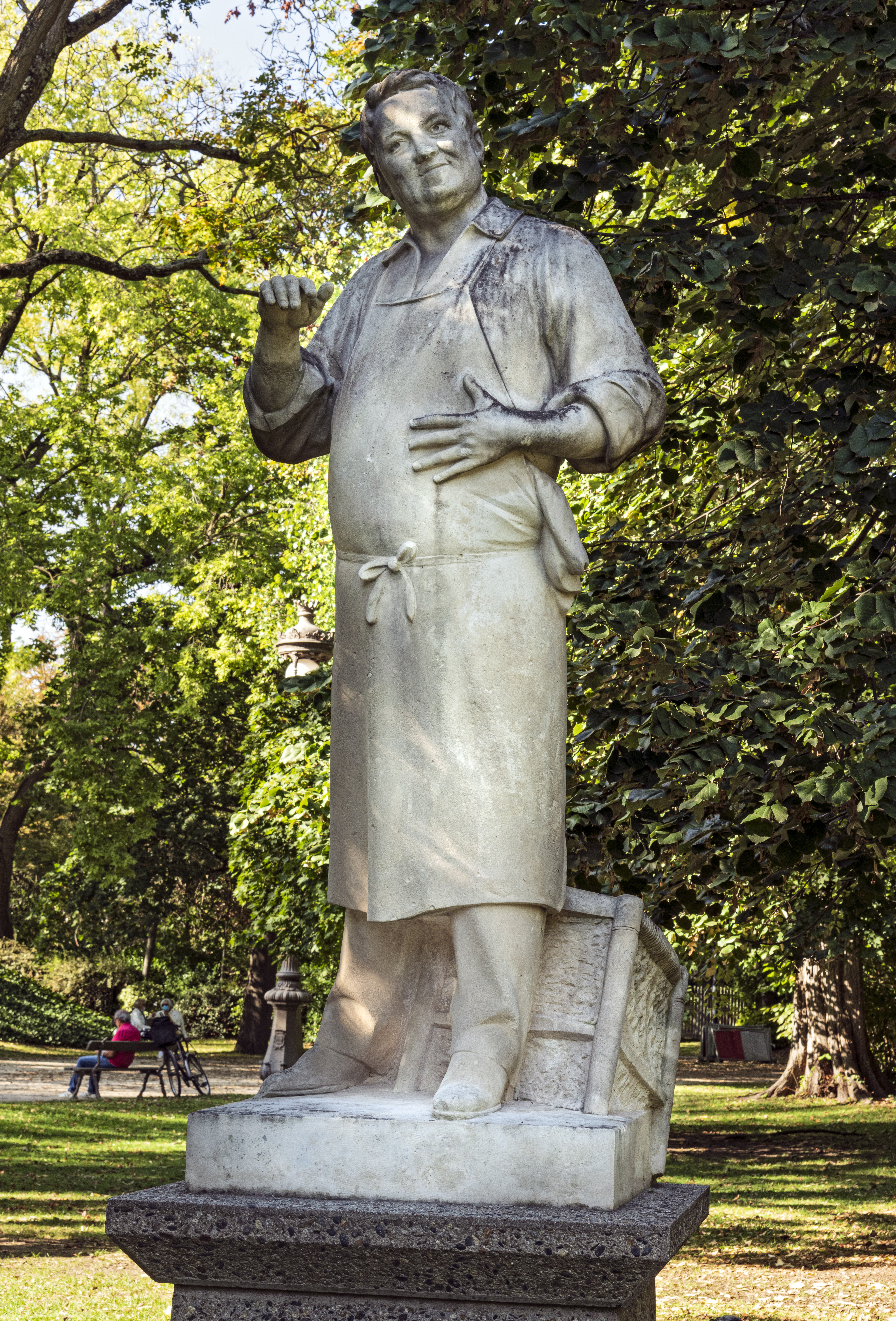
Louis Vestrepain.
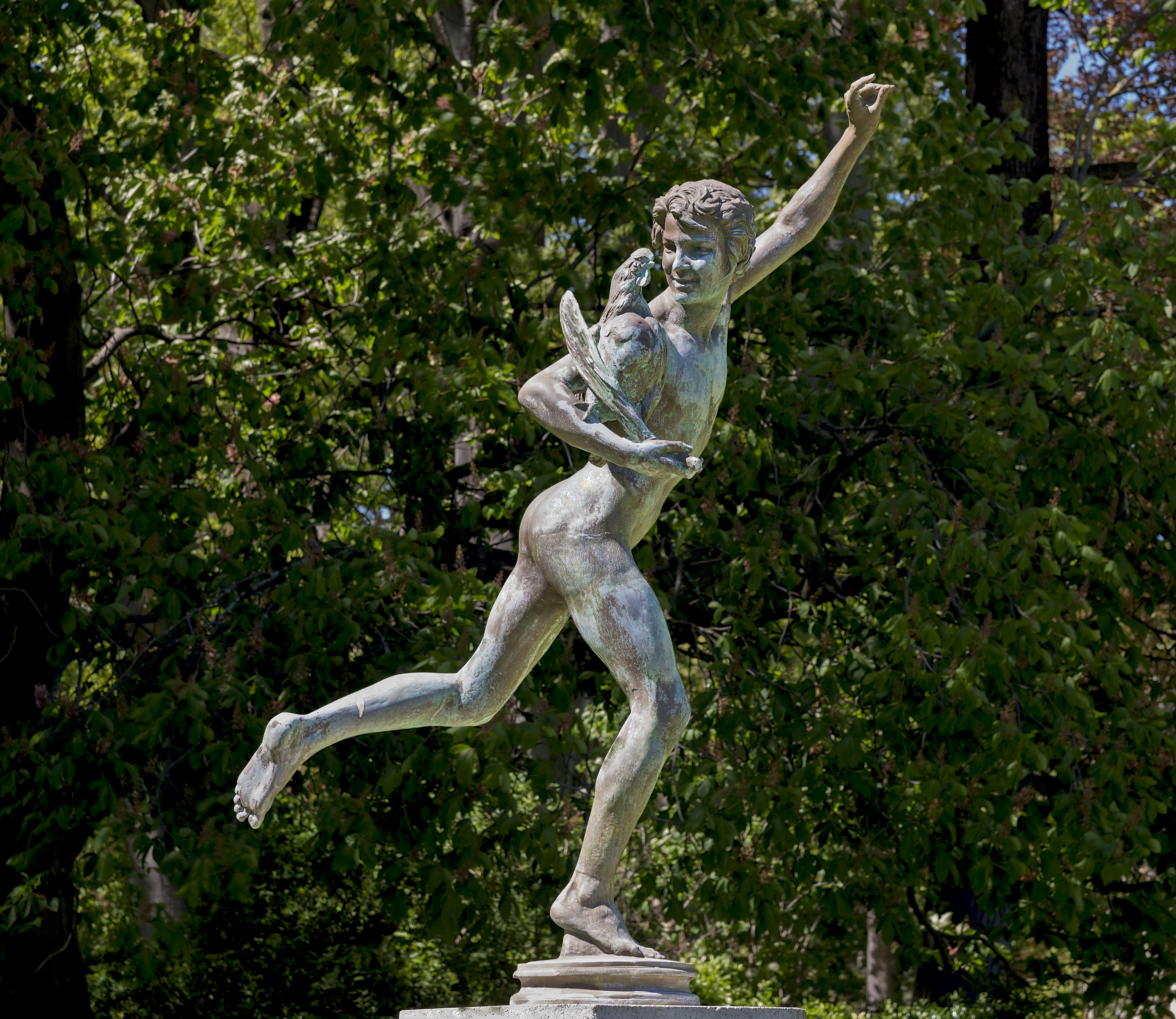
Vainqueur au combat de coqs par Alexandre Falguière.
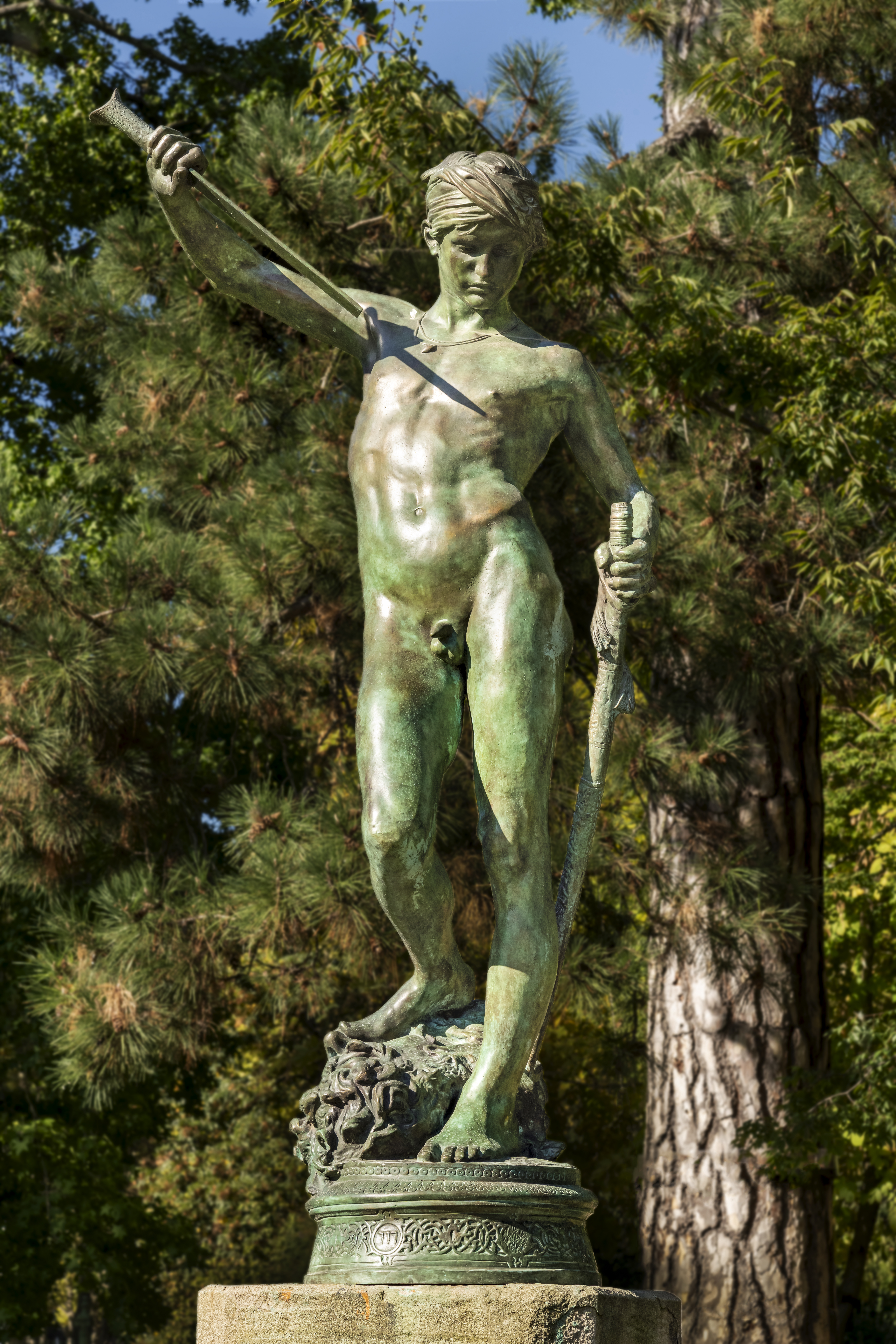
David vainqueur de Goliath d'Antonin Mercié.
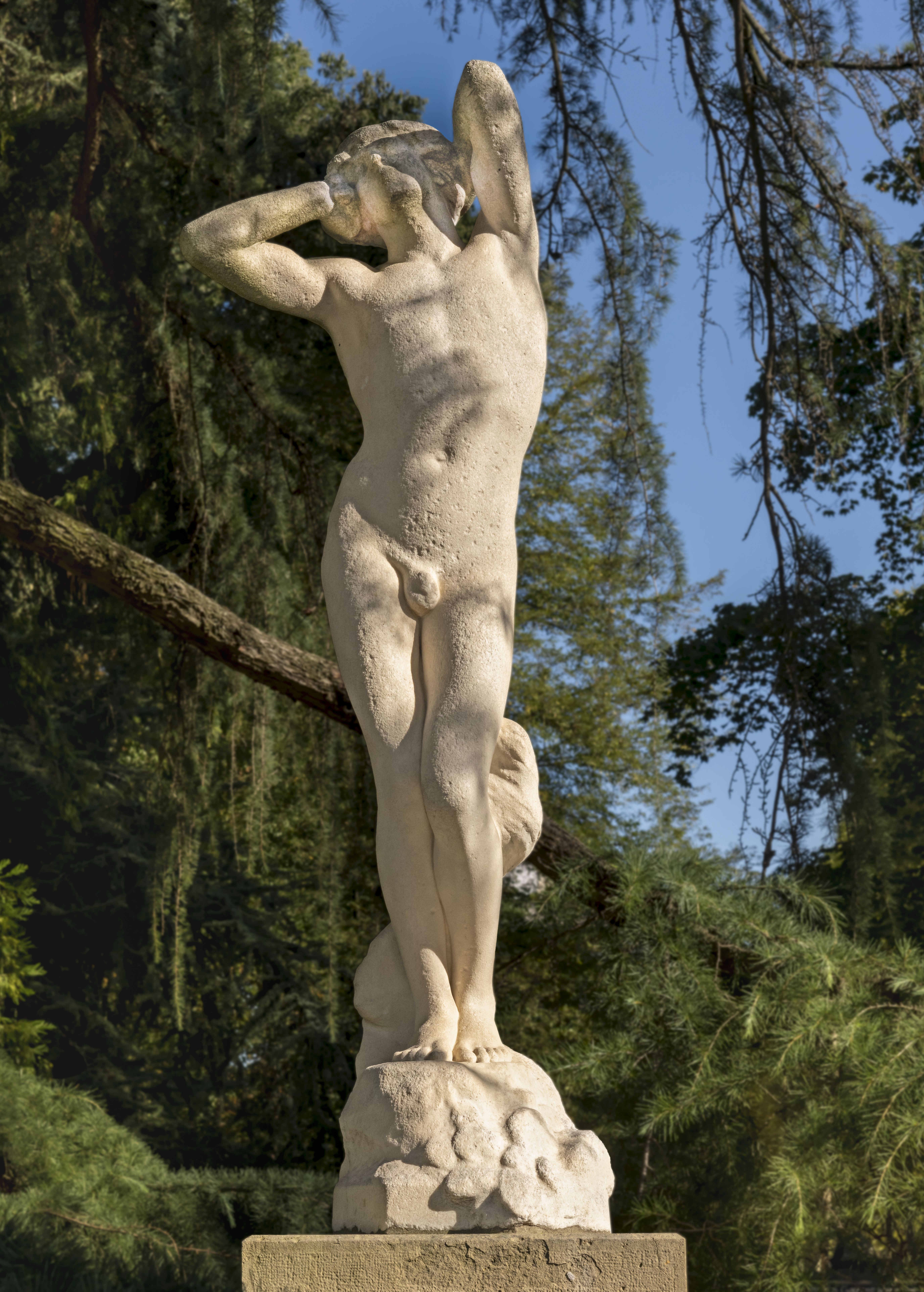
Le Réveil de Morphée.
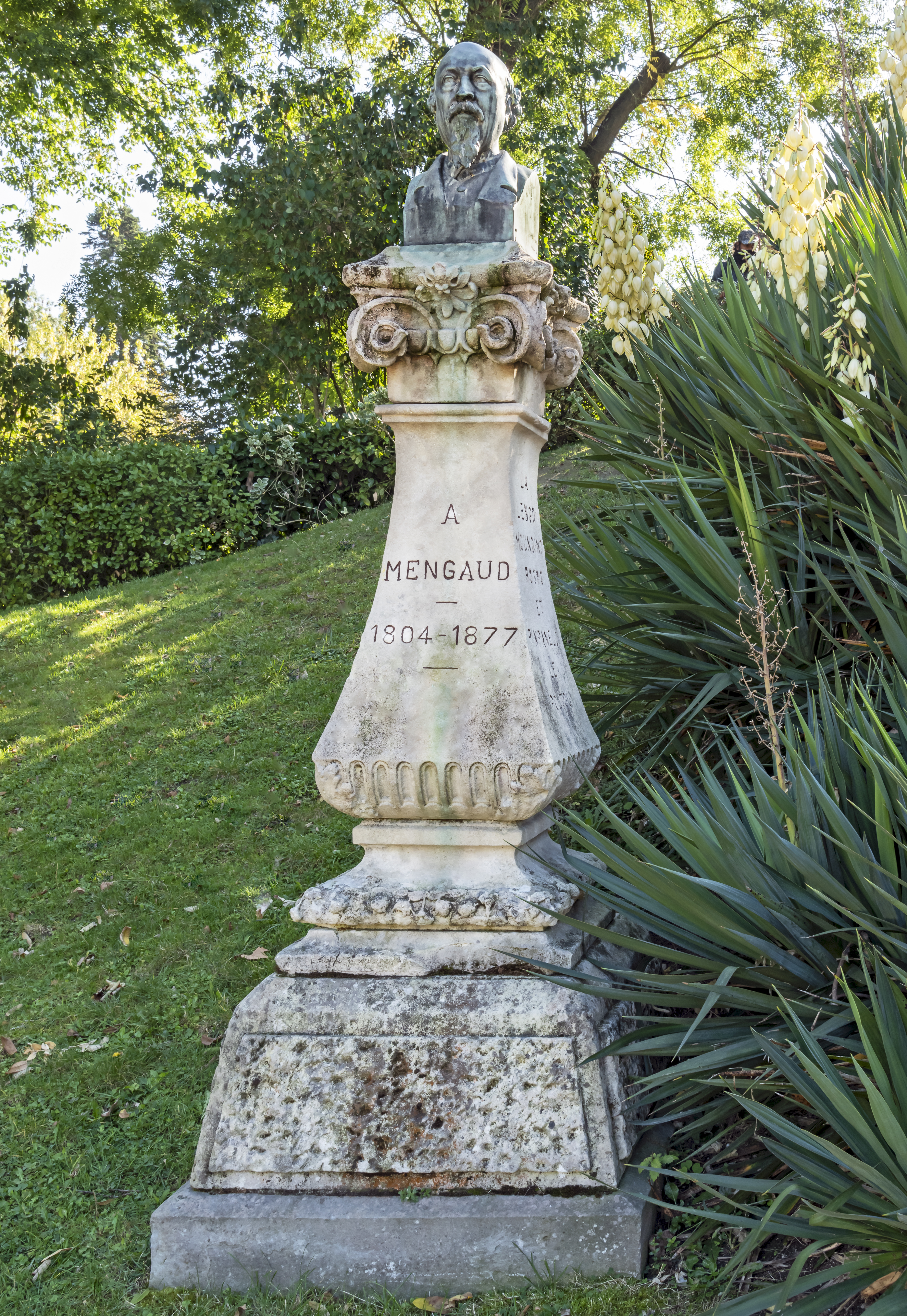
Monument à Lucien Mengaud par Laspagin